# Коминтерн (Тамбовская область)
Коминте́рн — посёлок в Мичуринском районе Тамбовской области России. Входит в состав Заворонежского сельсовета.

## География
Посёлок находится на расстоянии 5 км к востоку от города Мичуринск, административного центра района.

### Часовой пояс
Посёлок Коминтерн, как и вся Тамбовская область, находится в часовой зоне МСК (московское время). Смещение применяемого времени относительно UTC составляет +3:00.

## Население
| 1989 | 2002 | 2010 |
| ---- | ---- | ---- |
| 475  | ↗489 | ↗494 |

### Национальный состав
Согласно результатам переписи 2002 года, в национальной структуре населения русские составляли 99 % из 489 чел.